# گوانتانامو
گوانتانامو (به اسپانیایی: Guantánamo) یک شهر در کوبا است که در استان گوانتانامو واقع شده‌است.

## خصوصیات
گوانتانامو ۷۴۱٫۴ کیلومترمربع مساحت و ۲۱۰٬۴۰۷ نفر جمعیت دارد و ۴۶ متر بالاتر از سطح دریا واقع شده‌است.

## نگارخانه

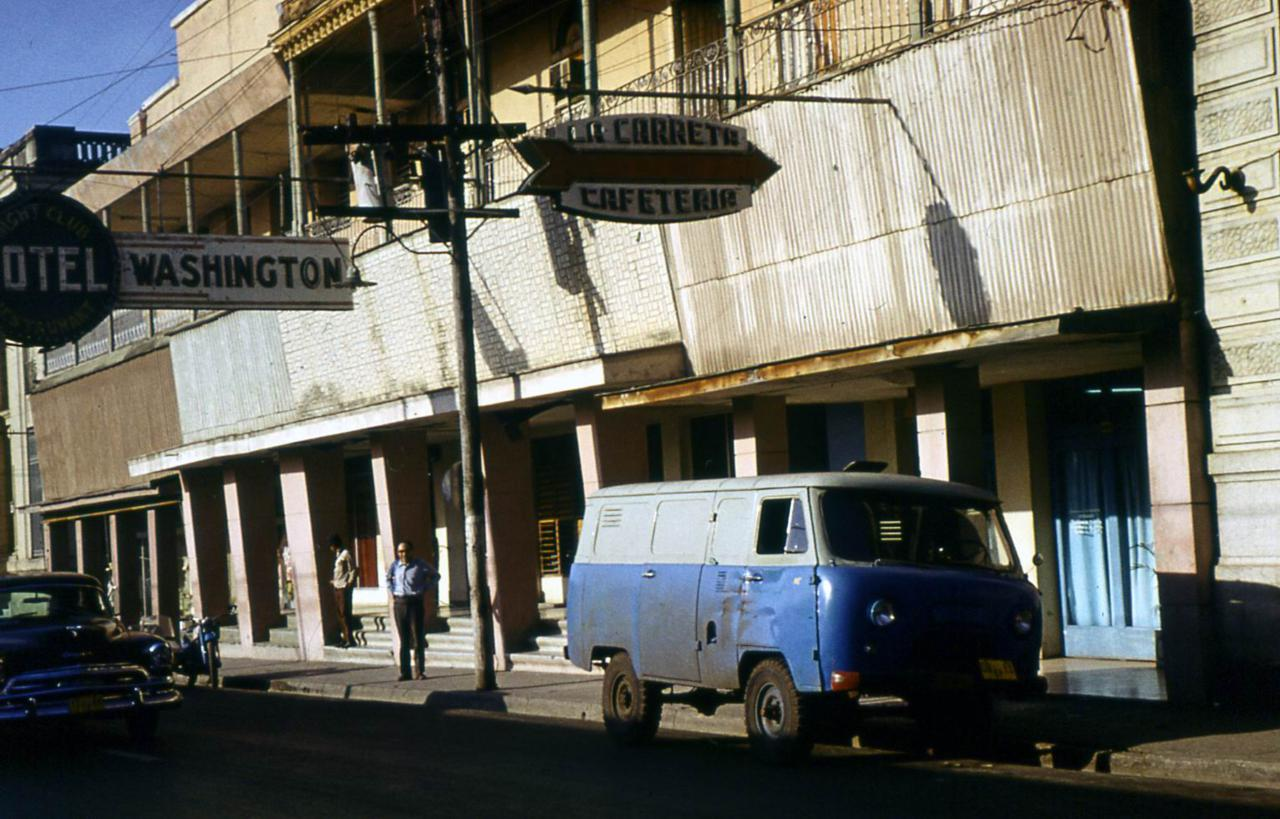
Hotel Washington (1974)
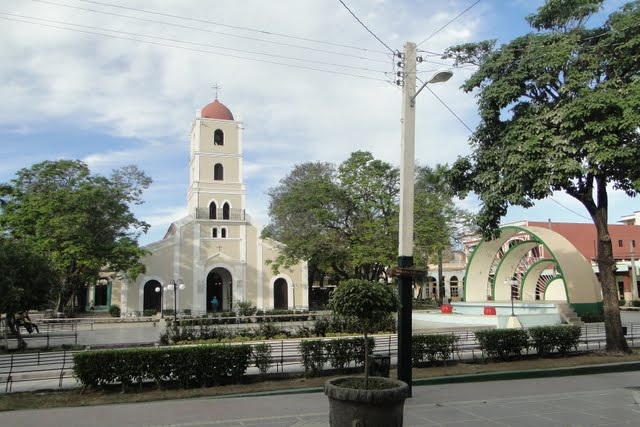
The Cathedral
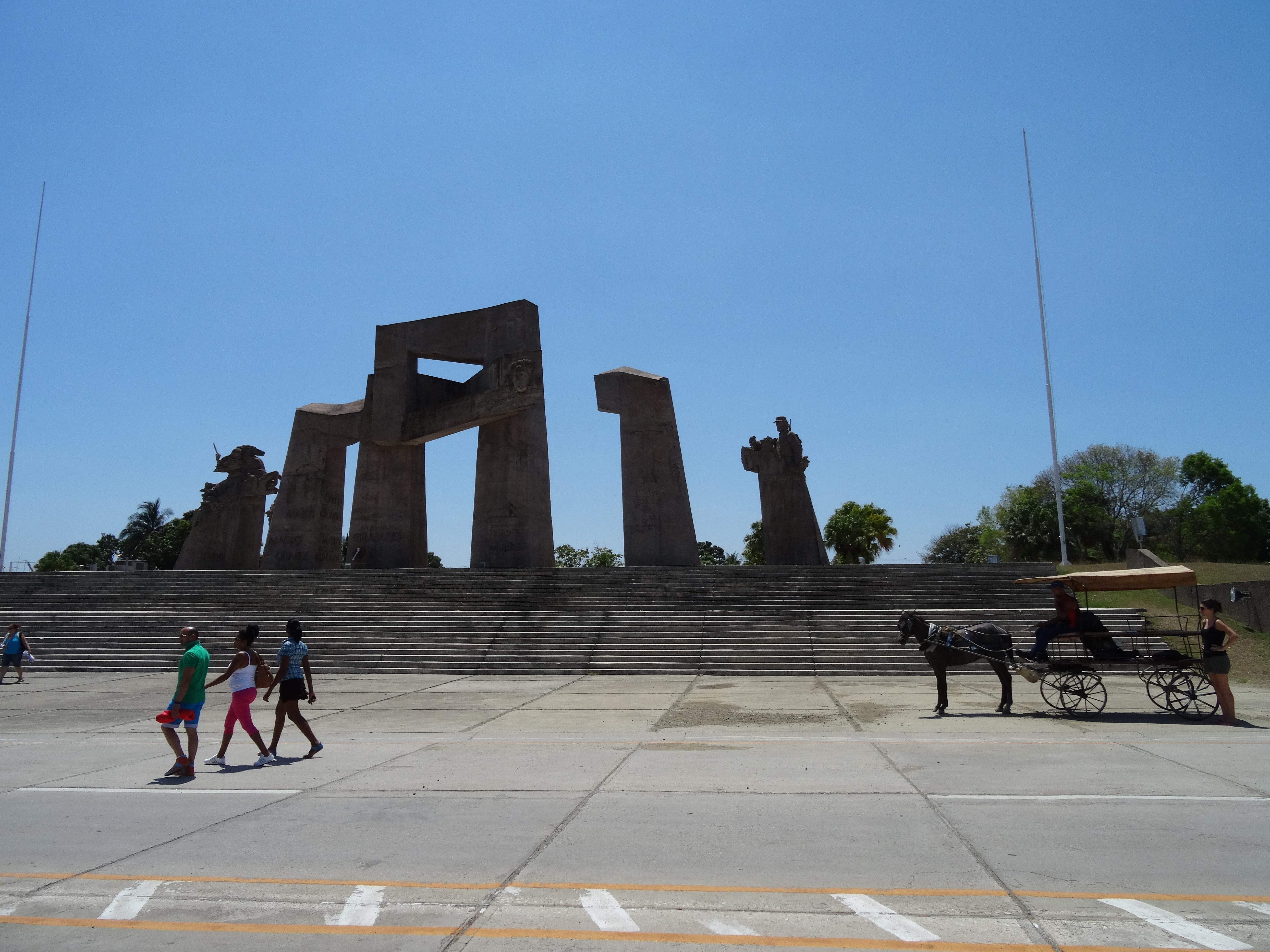
Plaza de la Revolución
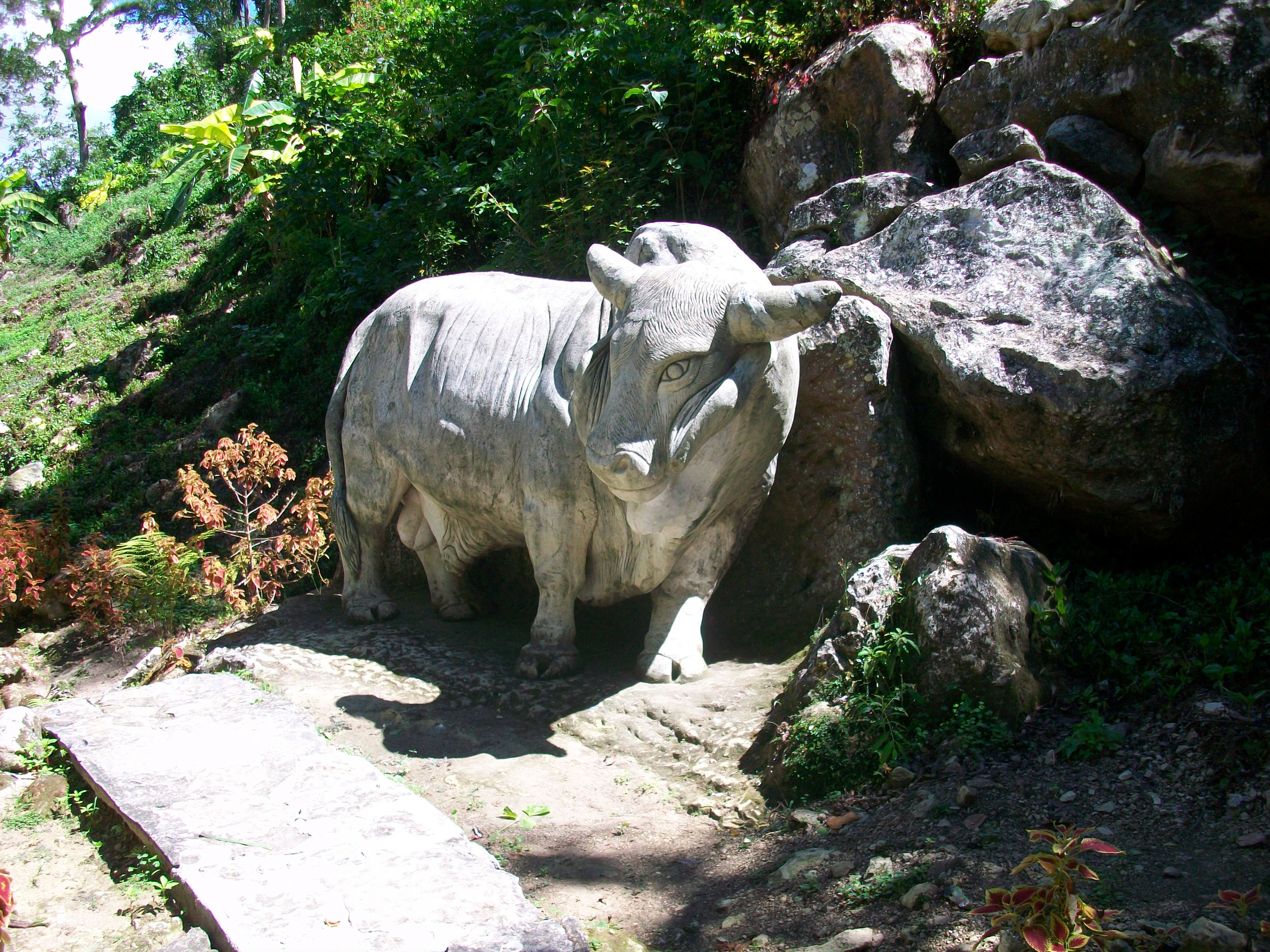
A sculpture of an ox in the "Zoológico de Piedra" (i.e.: "Stone Zoo")